# Youngina

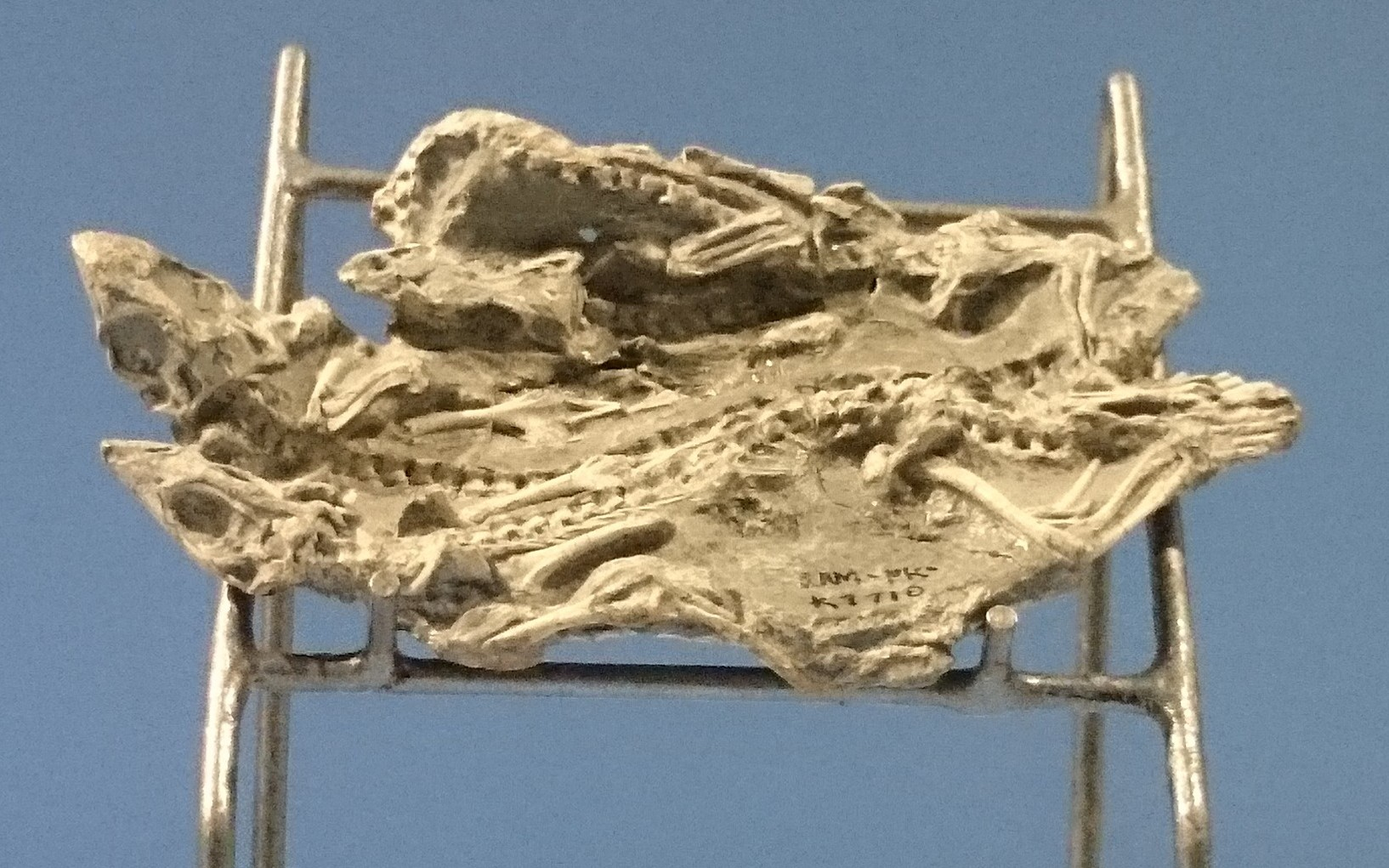
Skelette mehrerer Jungtiere

Youngina  (Syn.: Acanthotoposaurus) ist eine Gattung ursprünglicher diapsider Reptilien, die im Wuchiapingium (Oberperm) vor etwa 259,9 bis 254,2 Millionen Jahren im heutigen Südafrika lebte. Einzige beschriebene Art ist Youngina capensis. Youngina wurde vom schottisch-südafrikanischen Paläontologen Robert Broom erstbeschrieben und nach seinem schottischen Kollegen John Young (1823–1900), Kurator am Hunterian Museum and Art Gallery, benannt.

## Merkmale
Von Youngina ist vor allem der Schädel bekannt, das Postkranialskelett ist nicht gut erhalten. Der Schädel ist etwa 5 cm lang, länglich und spitz, mit großen, sich am Hinterkopf befindenden Schädelfenstern und relativ großen Augenhöhlen, sowie spitzen, kegelförmigen Zähnen. Der Schädel ähnelt dem des Petrolacosaurus aus der Gruppe der Araeoscelidia, hat jedoch größere Schädelfenster mit dickeren Rändern und einem Scheitelbein (Os parietale), dessen seitliche Ränder sich bauchwärts erstrecken und als Ansatzpunkt für einen Teil der Kiefermuskulatur gedient haben könnten. Wie bei Petrolacosaurus ist das Quadratum hinten nicht eingebuchtet. Der Stapes war massiv und lag schräg zur Oberfläche des Schädels.
Der Hals war kurz. Die Gliedmaßen waren lang, das Hand- und Fußskelett ist ursprünglich, ein Sternum und kurze Wirbelfortsätze erinnern an die Verhältnisse bei den Lepidosauromorpha (Echsen, Schlangen und Brückenechsen). Youngina war eidechsenartig und wahrscheinlich ein agiler, terrestrischer Insektenfresser. Die Länge des gesamten Tieres wird auf 35 bis 40 cm geschätzt.